# Цінова конкуренція
Цінова конкуренція — один з видів конкуренції, пов'язаний з використанням цін як засобу досягнення кращих економічних умов збуту, проникнення і завоювання ринку. Включає швидке маневрування (маніпулювання) цінами, систему поступок для тих чи інших покупців іншими фірмами-збутовиками тощо.
Через цінову конкуренцію продавці впливають на попит головним чином за допомогою зміни в ціні. При ціновій конкуренції продавці рухаються по кривій попиту, підвищуючи або понижуючи свою ціну. Це гнучкий інструмент маркетингу, оскільки ціни можна швидко і легко змінити, з огляду на чинники попиту, витрат або конкуренції. Однак із усіх контрольованих переміних маркетингу конкурентам легше усього дублювати саме цю, що може привести до стратегії копіювання або навіть цінової війни. Більш того, уряд стежить за ціновими стратегіями.